# گازوئیل

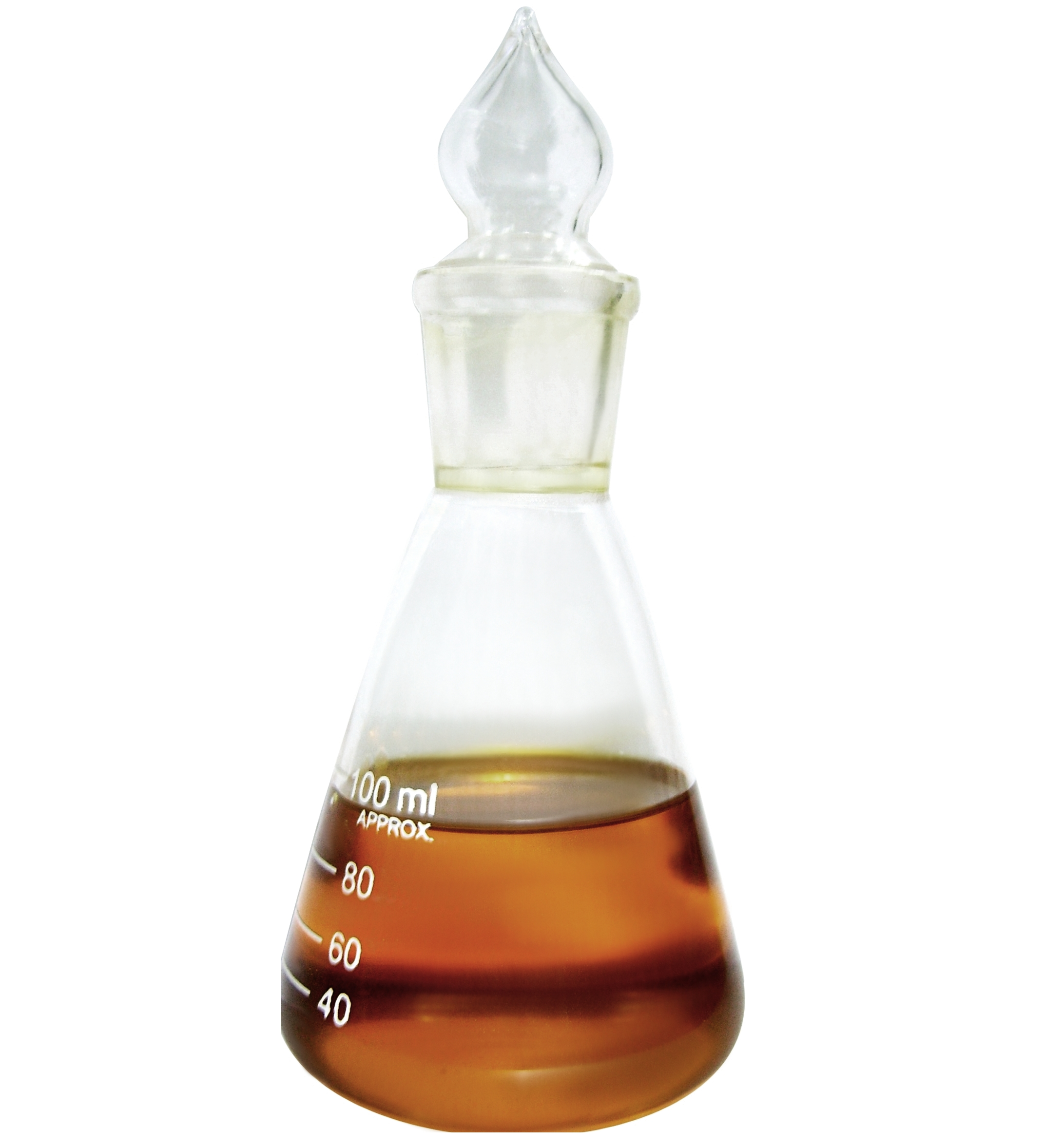
سوخت زیست‌دیزل در ارلن

گازوئیل (به فرانسوی: Gas-oil) یا نفت‌گاز یا سوخت دیزل (به انگلیسی: Diesel fuel) به‌عنوان سوخت موتورهای دیزل و تأسیسات حرارتی به‌کار می‌رود. محدودهٔ هیدروکربن‌های آن بین C14-C20 و حتی C25 با دامنهٔ نقطه جوش ۳۸۵–۲۵۰ درجه سلسیوس است. نقطهٔ انجماد گازوئیل حدود منفی ۸٫۱ درجه سانتی‌گراد است. گازوئیل عمدتاً از سه گروه پارافینیک، نفتنیک و آروماتیک تشکیل شده، دارای حداقل نقطه اشتعال ۵۴ درجهٔ سانتی‌گراد و حداکثر نقطه ریزش صفر درجهٔ سانتی‌گراد است. چگالی آن در دمای ۱۵٫۶ درجهٔ سانتی‌گراد برابر با ۸۲۰ تا ۸۶۰ کیلوگرم بر متر مکعب است. مهم‌ترین مشخصهٔ آن عدد ستان است که باید بیشتر از ۵۰ باشد تا موتور نرم و بی‌صدا کار کند.
سوخت دیزل به هرگونه سوخت مایع گفته می‌شود که در موتورهای دیزلی به‌کار رود. این سوخت بیشتر از روش ویژه‌ای در تقطیر جزء به جزء نفت مازوت به‌دست می‌آید اما روش‌های دیگری نیز برای فراوری سوخت دیزل بدون بهره‌گیری از نفت وجود دارد که از جملهٔ آن‌ها می‌توان به زیست‌دیزل، زیست‌توده به مایع (BTL) و گاز به مایع (GTL) اشاره داشت که بهره‌گیری جهانی از آن‌ها به سرعت در حال افزایش است. برای ابهام‌زدایی میان گونهٔ به دست آمده از نفت و دیگر گونه‌ها، گونهٔ نفتی را نفت‌دیزل یا پترودیزل می‌نامند. دیزل بسیار کم گوگرد گونهٔ استاندارد برای تعریف دیزل است که دارای گوگرد بسیار کم است. مطابق آمار سال ۲۰۰۷، نزدیک به همهٔ سوخت دیزل به‌کار رونده در آمریکا و اروپا، از گونهٔ بسیار کم گوگرد است.

## کیفیت سوخت دیزل
کیفیت سوخت دیزل که در موتورهای دیزلی یا در دیزل ژنراتورها به‌کار می‌رود تأثیر بسیار زیادی بر خرابی‌ها و کیفیت کار دستگاه‌ها خواهد گذاشت. کیفیت سوخت دیزل به عوامل متعددی وابسته است که به دو دسته عوامل اولیه و ثانویه تقسیم می‌شوند. عوامل اولیه مواردی هستند که مربوط به فرایندهایی تولید بوده و باید قبل از ورود به فرایند کاری مورد بررسی قرار گیرند. شکل پیوندهای شیمیایی، میزان گوگرد و آب اولیهٔ موجود، مقدار میکروارگانیسم‌های اولیه و … این موارد را تشکیل می‌دهند. موارد ثانویه مواردی هستند همچون مدت زمان گذشته از تاریخ تولید، میزان پیوندهای شکسته شده و آلودگی‌های ثانویهٔ ورودی به آن، مقدار آب و میکروارگانیسم‌های رشد کرده در سوخت. بنا به توصیهٔ بیشتر تولیدکنندگان موتور دیزل و دیزل ژنراتور تست‌های اولیه بر اساس استاندارد ASTM و دریافت گواهینامهٔ سوخت بر اساس الزامات تولیدکنندهٔ موتور دیزل ضروری است و ضمن فیلتراسیون دوره‌ای سوخت باید میزان آلودگی کنترل شده و زمان نگهداری آن از ۶ تا ۹ ماه بیشتر نشود.
برخی مشکلات موتورهای دیزل که وابسته به سوخت آن است به‌راحتی پس از احتراق قابل شناسایی است. به عنوان مثال دود زردرنگ خروجی از اگزوز نشانهٔ گوگرد بالای آن است و دود سفیدرنگ، نشانگر آب موجود در سوخت است.